# Darjeeling (Stadt)
Darjeeling (auch: Darjiling; bengalisch দার্জিলিং IAST Dārjiliṃ, Nepali दार्जिलिंग IAST Dārjiling, tibetisch རྡོ་རྗེ་གླིང་ rdo-rje gling „Land des Dorje“) ist ein Ort im Vorder-Himalaya im indischen Bundesstaat Westbengalen zwischen Nepal und Bhutan. Er liegt auf 2185 m, hat rund 120.000 Einwohner (Volkszählung 2011) und ist Verwaltungssitz des Distrikts Darjeeling. Aufgrund seiner Lage hat der Ort eine hohe ethnische Diversität. Vorherrschende Sprachen sind neben der westbengalischen Amtssprache und Englisch insbesondere Nepali und Tibetisch.

## Klima und Umweltsituation
Während der britischen Kolonialherrschaft diente Darjeeling wegen seines milden Klimas als „Hill Station“ (Erholungsort) für britische Kolonialbeamte und Offiziere. Sie zogen jedes Jahr während der Hitzeperiode aus Kalkutta nach Darjeeling. Während des Monsuns empfängt Darjeeling beträchtliche Regenmengen.
Heute zeichnet sich Darjeeling aufgrund einer dramatisch angestiegenen Motorisierung durch eine hohe Luftverschmutzung aus.
|                       | Jan  | Feb  | Mär  | Apr   | Mai   | Jun   | Jul   | Aug   | Sep   | Okt   | Nov  | Dez  |   |         |
| Mittl. Tagesmax. (°C) | 9,3  | 11,1 | 14,8 | 18,0  | 18,6  | 19,3  | 19,3  | 19,8  | 19,9  | 18,6  | 15,3 | 11,9 | ⌀ | 16,3    |
| Mittl. Tagesmin. (°C) | 3,0  | 4,3  | 7,7  | 10,8  | 12,9  | 14,7  | 15,4  | 15,4  | 14,6  | 11,5  | 7,4  | 4,4  | ⌀ | 10,2    |
|                       |      |      |      |       |       |       |       |       |       |       |      |      |   |         |
| Niederschlag (mm)     | 13,5 | 30,2 | 47,8 | 105,2 | 244,6 | 614,2 | 836,2 | 674,6 | 480,1 | 137,4 | 20,6 | 6,9  | Σ | 3.211,3 |
|                       |      |      |      |       |       |       |       |       |       |       |      |      |   |         |
| Sonnenstunden (h/d)   | 5,4  | 5,0  | 4,7  | 4,9   | 4,9   | 2,4   | 2,5   | 3,3   | 3,2   | 5,4   | 6,3  | 6,1  | ⌀ | 4,5     |
|                       |      |      |      |       |       |       |       |       |       |       |      |      |   |         |
| Regentage (d)         | 2    | 2    | 4    | 10    | 18    | 21    | 26    | 24    | 19    | 7     | 2    | 1    | Σ | 136     |
|                       |      |      |      |       |       |       |       |       |       |       |      |      |   |         |
| Luftfeuchtigkeit (%)  | 82   | 76   | 71   | 72    | 85    | 93    | 95    | 94    | 92    | 84    | 81   | 80   | ⌀ | 83,8    |

| 3,0 |

| 4,3 |

| 7,7 |

| 10,8 |

| 12,9 |

| 14,7 |

| 15,4 |

| 15,4 |

| 14,6 |

| 11,5 |

| 7,4 |

| 4,4 |

| 3,0 |

| 4,3 |

| 7,7 |

| 10,8 |

| 12,9 |

| 14,7 |

| 15,4 |

| 15,4 |

| 14,6 |

| 11,5 |

| 7,4 |

| 4,4 |

## Geschichte
Die Region von Darjeeling gehörte im 19. Jahrhundert politisch zum damaligen Chogyal-Königreich Sikkim und wurde von den Bevölkerungsgruppen der Lepchas und Bhutias geprägt. 1835 pachtete die British East India Company den Ort vom Chogyal, formell als Gegenleistung für die Unterstützung im Konflikt mit den territorial expandierenden Nepal. In der Folge wurde Darjeeling als Luftkurort für britische Kolonialbeamte und Offiziere ausgebaut. Noch heute wird das Stadtbild von Darjeeling von der Kolonialarchitektur (Villen, Kirchen, Hotels) des 19. Jahrhunderts geprägt.

## Wirtschaft

### Wirtschaftszweige

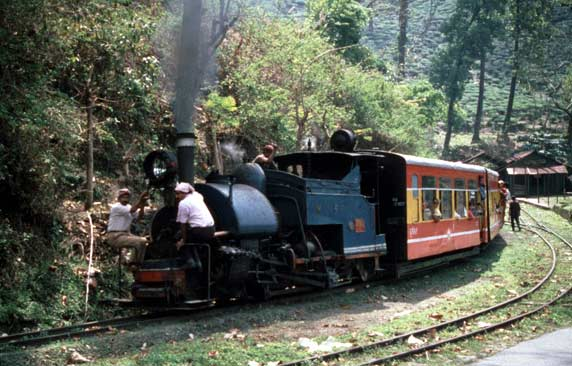
Eisenbahn von Shiliguri nach Darjeeling (Toy Train)

Seit Jahrhunderten lebte Darjeeling vom Karawanenhandel zwischen Tibet und Indien. Im 19. Jahrhundert wurde die Region von Darjeeling von der Kolonialmacht England zu einem Zentrum des bengalischen Teeanbaus entwickelt. Heute genießt Darjeeling für seinen hochwertigen Darjeeling-Tee weltweit einen herausragenden Ruf.
Neben der Teeproduktion ist auch der Tourismus als weiteres wirtschaftliches Standbein von Bedeutung. Hier sind es vor allem inländische Touristen, die aus Kalkutta, aber auch aus dem fernen Delhi und Bangalore kommend, ihren Urlaub in der kühlen Bergregion verbringen. Von ausländischen Touristen wird die Stadt häufig als Ausgangspunkt von Expeditionen ins Himalaya-Gebiet genutzt.
Von Shiliguri nach Darjeeling führt die Darjeeling Himalayan Railway, eine 610-mm-Schmalspur-Eisenbahn, die 1999 von der UNESCO als Weltkulturerbe eingestuft worden ist und nicht zuletzt deshalb einen touristischen Faktor der Region darstellt.

### Wirtschaftslage und politische Probleme
Vor dem Hintergrund wirtschaftlicher und sozialer Probleme (hohe Arbeitslosigkeit) sowie fehlender politischer Mitspracherechte gründeten einige der in die Region Darjeeling zugewanderten, nepalisprachigen Bewohner die Gorkha National Liberation Front (GNLF). Mitte der 1980er Jahre artikulierte die GNLF, zum Teil militant, Forderungen nach politischer Autonomie für einen freien „Gorkha-Staat“ (Gorkhaland) innerhalb des Bundesstaates Westbengalen. Das politische Ziel eines eigenen Staates ging bislang zwar nicht in Erfüllung, doch stellte die Landesregierung in Kalkutta höhere finanzielle Mittel für den Verwaltungsdistrikt Darjeeling zur Verfügung, die von sog. „Hill-Councils“ für wirtschaftliche und soziale Projekte verwendet werden sollten.
Trotzdem hat sich die wirtschaftliche Situation in Darjeeling in den letzten Jahren stetig verschlechtert. Ein erhebliches Problem stellt auch die hohe Jugendarbeitslosigkeit dar. In der Bevölkerung glaubt man, diese Probleme seien durch eine zunehmende Miss- und Vetternwirtschaft von Subash Ghisings GNLF verursacht worden. Aus diesem Unmut erwuchs 2007 die neue Partei Gorkha Jan Mukti Morcha (GJMM), die wieder die Forderung nach einem autonomen Gorkhaland erhebt. Ihr Führer Bhimal Gurung rief unter Berufung auf Mahatma Gandhi zum gewaltfreien Widerstand auf und will die westbengalische Regierung wirtschaftlich unter Druck setzen: Dem Aufruf der GJMM, die Steuern sowie Telefon- und Stromrechnungen nicht mehr zu bezahlen, folgt die Bevölkerung seit Monaten. Die Landesregierung in Kalkutta scheint dieser und anderen Boykottaktionen machtlos gegenüberzustehen, so dass man annehmen kann, die GJMM habe faktisch die Hoheit über den Distrikt Darjeeling errungen. Die Situation in Darjeeling eskalierte im Sommer 2008, als während einer Tagung von hohen GNLF-Führern aus dem Tagungslokal heraus Schüsse in die draußen demonstrierende Menge abgefeuert wurden und eine junge Anhängerin der GJMM tödlich getroffen wurde. Die führenden Leute der GNLF wurden daraufhin unter Mordverdacht inhaftiert, ihre Häuser von aufgebrachten Anhängern der GJMM verwüstet oder sogar abgebrannt. Ghising selbst, der an der Sitzung nicht teilgenommen hatte, musste die „hill areas“ verlassen. Der GJMM ist es aber gelungen, die Lage wieder zu beruhigen. Am 8. September 2008 kam es in Neu-Delhi zu einem trilateralen Treffen zwischen der indischen Bundesregierung, der Landesregierung von Westbengalen und der GJMM, ohne dass dieses Treffen bisher Ergebnisse gezeitigt hat.

## Sehenswertes

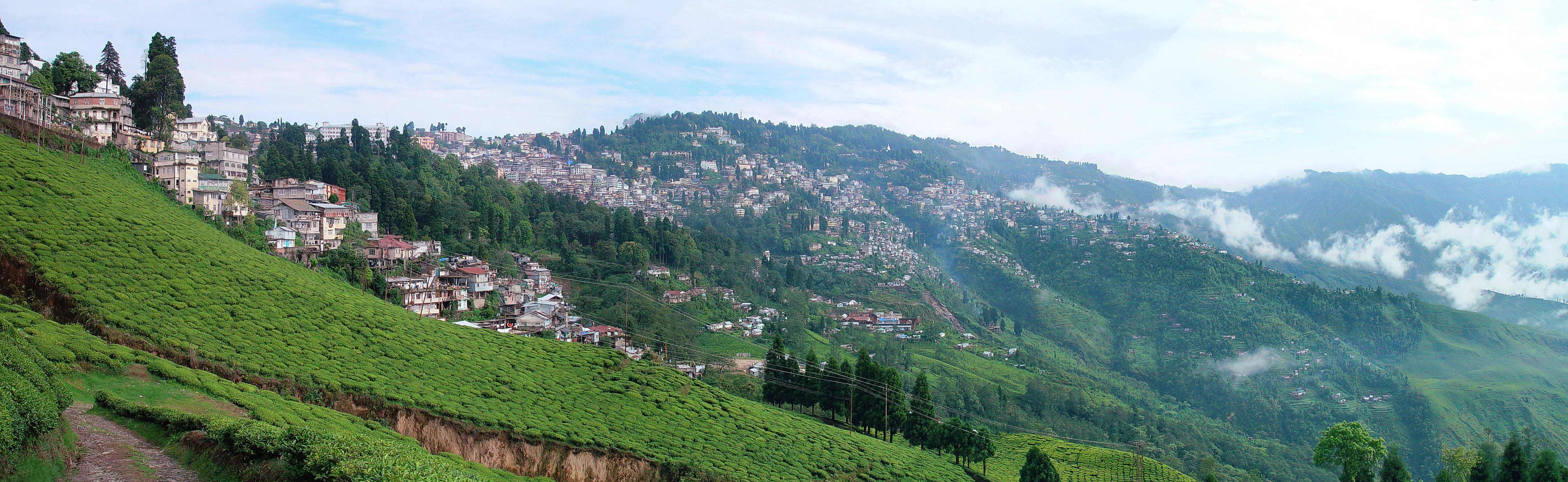
Blick auf Darjeeling

- Teegärten – von den insgesamt 87, in aller Regel frei zugänglichen Darjeeling-Teegärten liegen auf Gebiet der Stadt selbst u. a.
  - Alubari (gegründet 1852, damit einer der drei ältesten Teegärten der Region)
  - Steinthal (ebenfalls gegründet 1852)
  - Happy Valley (mit besichtigbarer Tea Factory)
  - Bannockburn
- The Mall (Einkaufsmeile aus der Kolonialzeit, mit dem Glennary-Cafe)
- Bhanu Bhakta Sarani (Rundweg um den Observatory Hill am oberen Ende von The Mall mit guter Aussicht zum Kangchendzönga)
- Mahakal-Tempel (hinduistisch-lamaistisch, gegründet 1782, Observatory Hill)
- Dhirdham-Tempel (Shiva-Tempel im Nepalstil, gegründet 1939, unmittelbar am Bahnhof)
- Ghoom-Kloster (Gelugpa-Orden, 19. Jahrhundert, südlicher Stadtrand)
- Thupten Sangha Chöling Großes tibetisches Kloster (Drukpa-Kagyü-Linie) im Stadtteil Dali, reich geschmückte Gebetshalle mit monumentalen Statuen (erbaut 1990 bis 1993)
- Himalayan Mountaineering Institute (Museum über den Himalaya und Bergsteigerei) mit der Tenzing-Norgay-Statue
- Lloyds Botanical Garden (Flora des Himalaya)
- Padmaja Naidu Himalayan Zoological Park (u. a. Kragenbären, Schneeleoparden, Rote Pandas, Tiger, Yaks)
- Darjeeling Himalayan Railway (seit 1880, verkehrt als Schmalspur-Eisenbahn zwischen New Jalpaiguri – bzw. der kleinen Bahnstation in Shiliguri – und Darjeeling)
- Tibetisches Flüchtlings-Selbsthilfe-Zentrum (Produktion handwerklicher Kunst)
- Tiger Hill (2590 m NN, Aussichtspunkt für Kangchendzönga-Massiv)
- Windamere Hotel (Traditionsreiches Hotel aus der Kolonialzeit)

## Söhne und Töchter der Stadt
- Lee Stack (1868–1924), britischer General und Generalgouverneur
- Philip Joubert de la Ferté (1887–1965), britischer Offizier der Luftstreitkräfte
- Frederick Kisch (1888–1943), britischer Zionist und Soldat im Ersten und Zweiten Weltkrieg
- Reginald Alexander John Warneford (1891–1915), Offizier der Royal Naval Air Service (RNAS)
- Roy Pomeroy (1892–1947), US-amerikanischer Filmtechnikpionier, -regisseur und -produzent
- David Esdaile Walker (1907–1968), britischer Journalist und Nachrichtenagent
- Jerry Cornes (1910–2001), britischer Mittelstreckenläufer
- Vivien Leigh (1913–1967), britische Schauspielerin
- Lawrence Trevor Kardinal Picachy (1916–1992), Erzbischof von Kalkutta
- Mary Boyce (1920–2006), britische Iranistin, Hochschullehrerin und Religionswissenschaftlerin
- Anna Kashfi (1934–2015), britisch-US-amerikanische Filmschauspielerin
- Louis Banks (* 1941), Jazzmusiker und Filmkomponist
- Erick Avari (* 1952), hauptsächlich in den USA tätiger indischer Schauspieler
- Jamling Tenzing Norgay (* 1966), Bergsteiger
- Shailaja Kumar (* 1967), Skirennläuferin
- Lobsang Sangay (* 1968), tibetisch-amerikanischer Politiker, Ministerpräsident von Tibet
- Mahima Chaudhry (* 1973), Fotomodell und Schauspielerin
- Aditya Agarwal (* 1984), Pokerspieler